# 旧弘前市立図書館

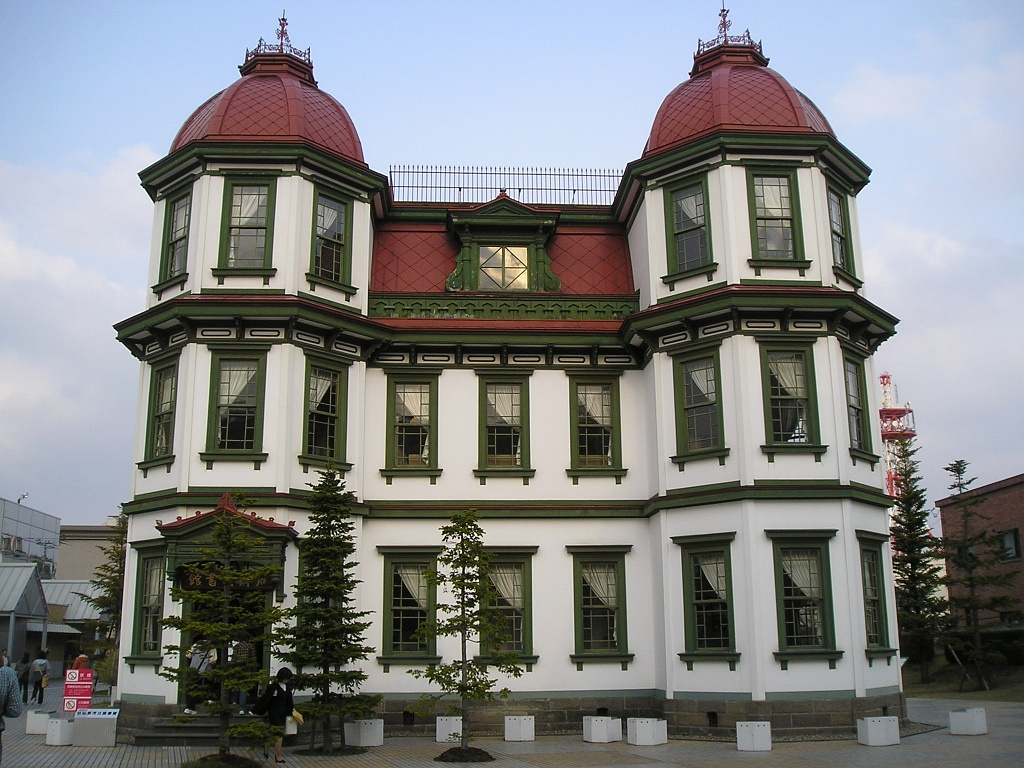
旧弘前市立図書館

旧弘前市立図書館（きゅうひろさきしりつとしょかん）は、青森県弘前市にある歴史的建造物。1906年（明治39年）に建設されたもので、同市内の篤志家により建てられ、市に寄附されたものである。1930年（昭和5年）に図書館が別な建物に移転したことから民間に払い下げられたが、1989年（平成元年）市が再取得し市立郷土文学館の施設として保存・一般公開されている。1993年（平成5年）青森県重宝に指定されている。

## 概要
1906年（明治39年）に建設された当館は、ルネサンス風の意匠を基調とした木造3階建てで、左右両端に配置された八角形3階建ての塔が特徴的な建築物である。建物全体に窓が多く配置されており、さらに正面中央には採光のためのドーマー窓を設けるなど、図書館としての機能にも配慮された設計となっている。当時、弘前市には公立図書館がなく、1903年（明治36年）に開館した私立図書館も日露戦争勃発により動員された兵士の宿舎として徴発されるという有様だったことから、旧陸軍第8師団の弘前新設や日露戦争開戦に伴う諸工事・物品納入等で大きな利益を得た堀江佐吉や実業家の斉藤主等5人の篤志家により建設されることとなったもので、最終的には当初計画の約4倍の施設規模で竣工し、発起人でもあり設計者・施工者でもある堀江佐吉と斉藤主が増額分を負担したと言われている。なお、当時の正式名称は「日露戦捷記念弘前市立図書館」である。
当初は、市立東奥義塾（現：東奥義塾高等学校）の敷地内（現：追手門広場付近）に建設されたが、手狭になったことから1930年（昭和5年）に図書館が別の建物に移転することとなり、また東奥義塾の校舎拡張も相まって、1931年（昭和6年）に設計・施工を手がけた堀江家に払い下げられ、弘前市富野町に移築されている。その後は、所有者も替わり賃貸アパートや喫茶店として利用されてきたが、1989年（平成元年）市制施行百周年記念事業の一環として市が再取得して追手門広場（東奥義塾跡地）に再移築し、市立郷土文学館の施設として保存されるとともに郷土出版物や文芸資料などが一般展示されている。

## 建築概要
- 設計 - 堀江佐吉
- 竣工 - 1906年（明治39年）3月22日
- 構造・規模 - 木造3階建て屋根亜鉛鉄板葺き、木造3階建て八角形双塔付き
- 所在地 - 〒036-8356  青森県弘前市下白銀町2-1（追手門広場内）
- 備考 – 青森県重宝（1993年（平成5年）1月指定）

## 交通アクセス
- 奥羽本線 弘前駅からバスで15分、市役所前下車すぐ

## ギャラリー

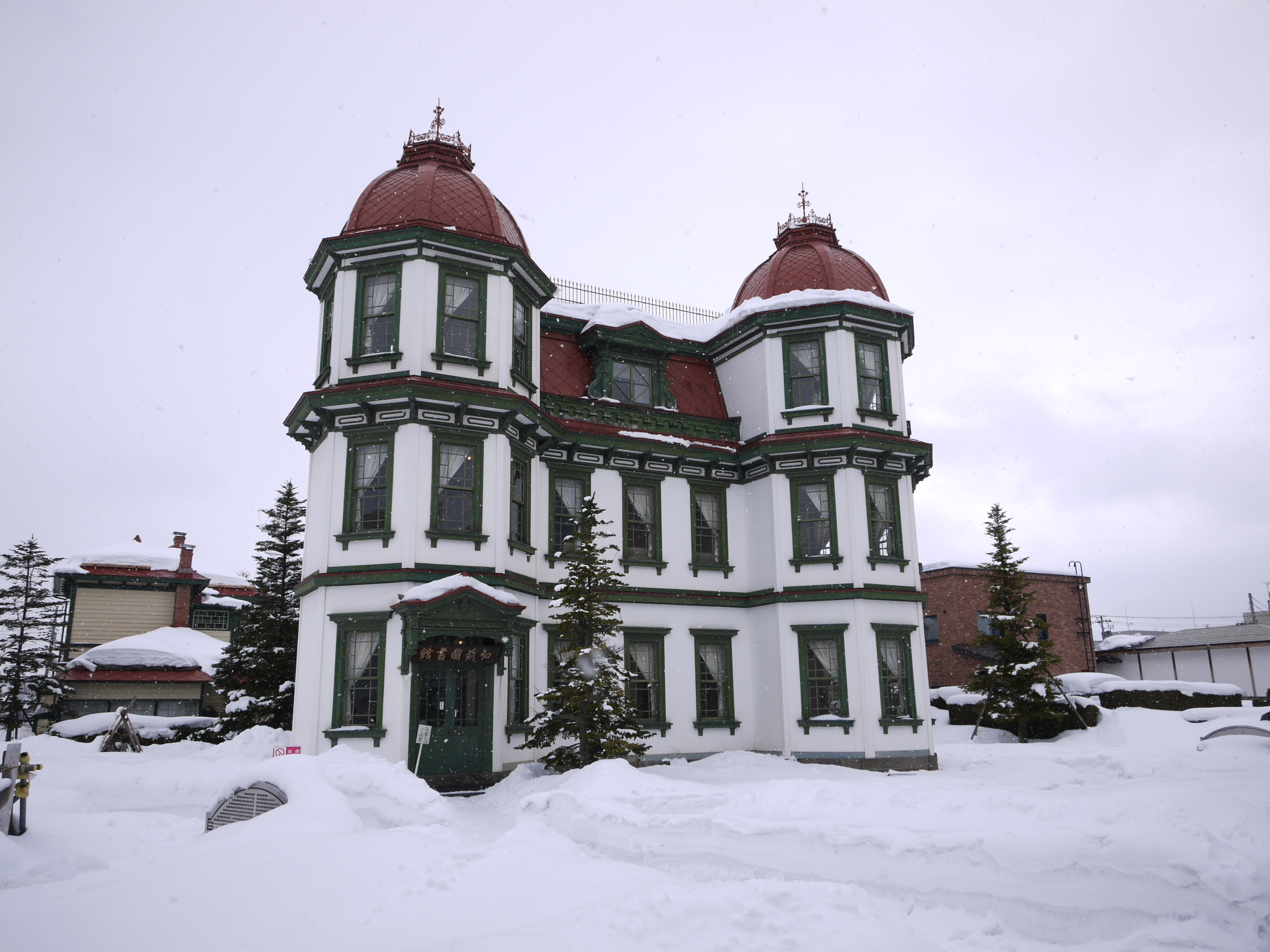
正面
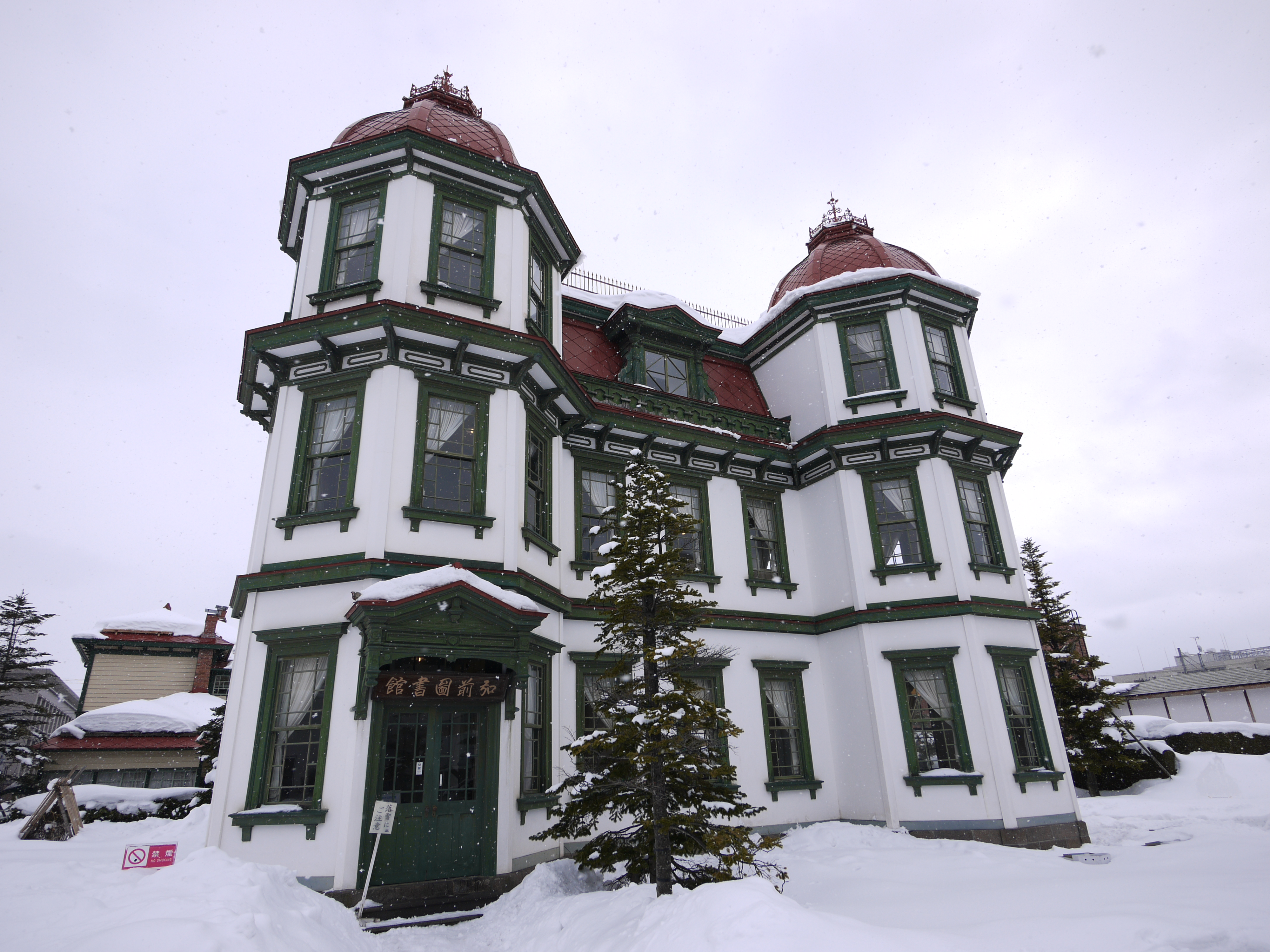
正面
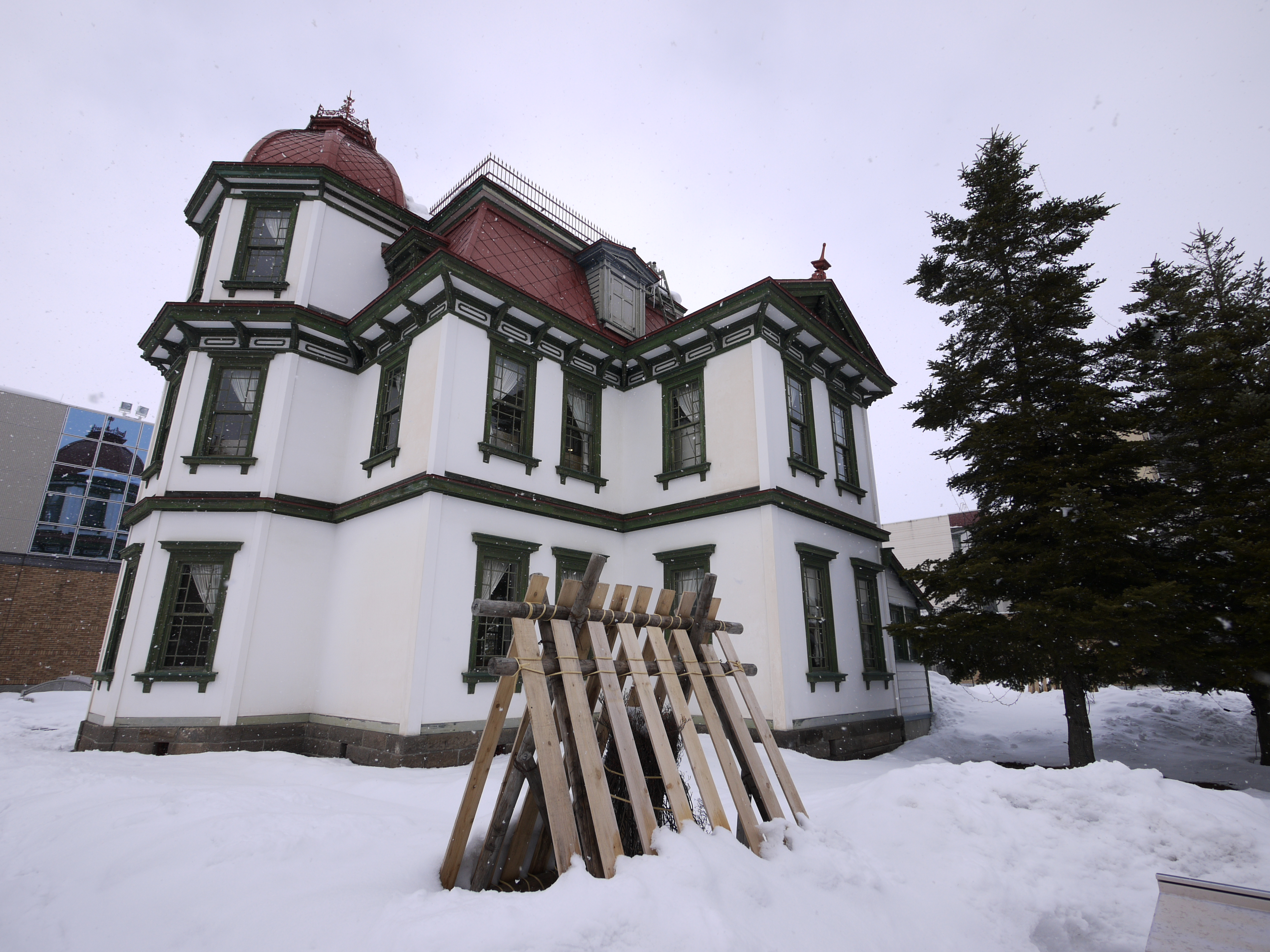
背面
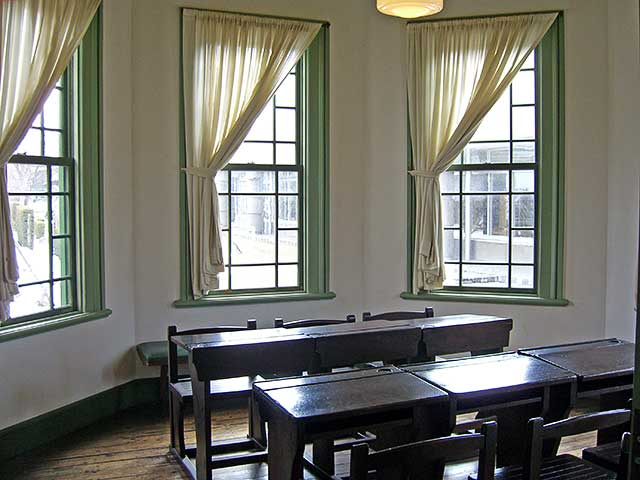
1階婦人閲覧室
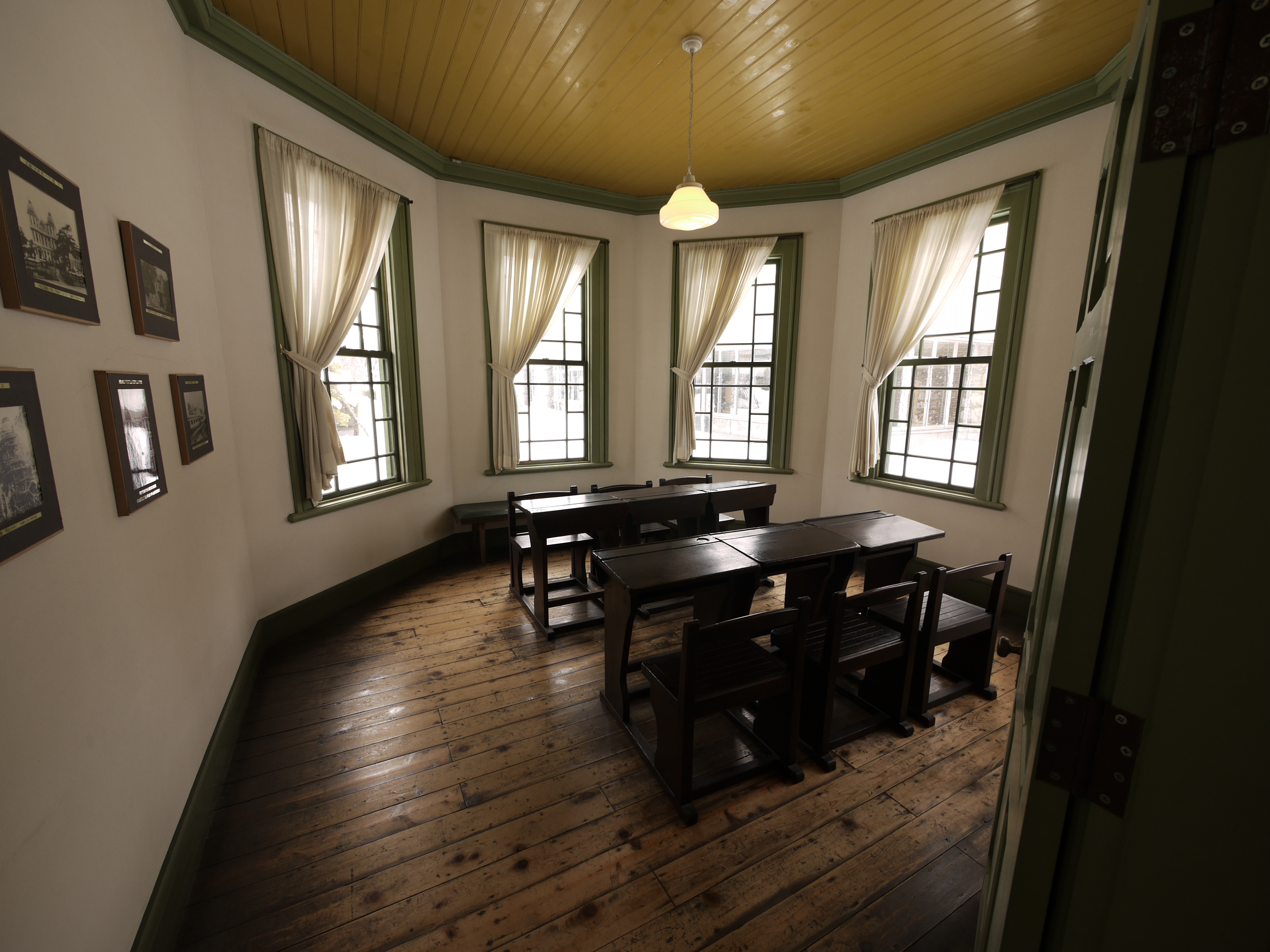
1階婦人閲覧室
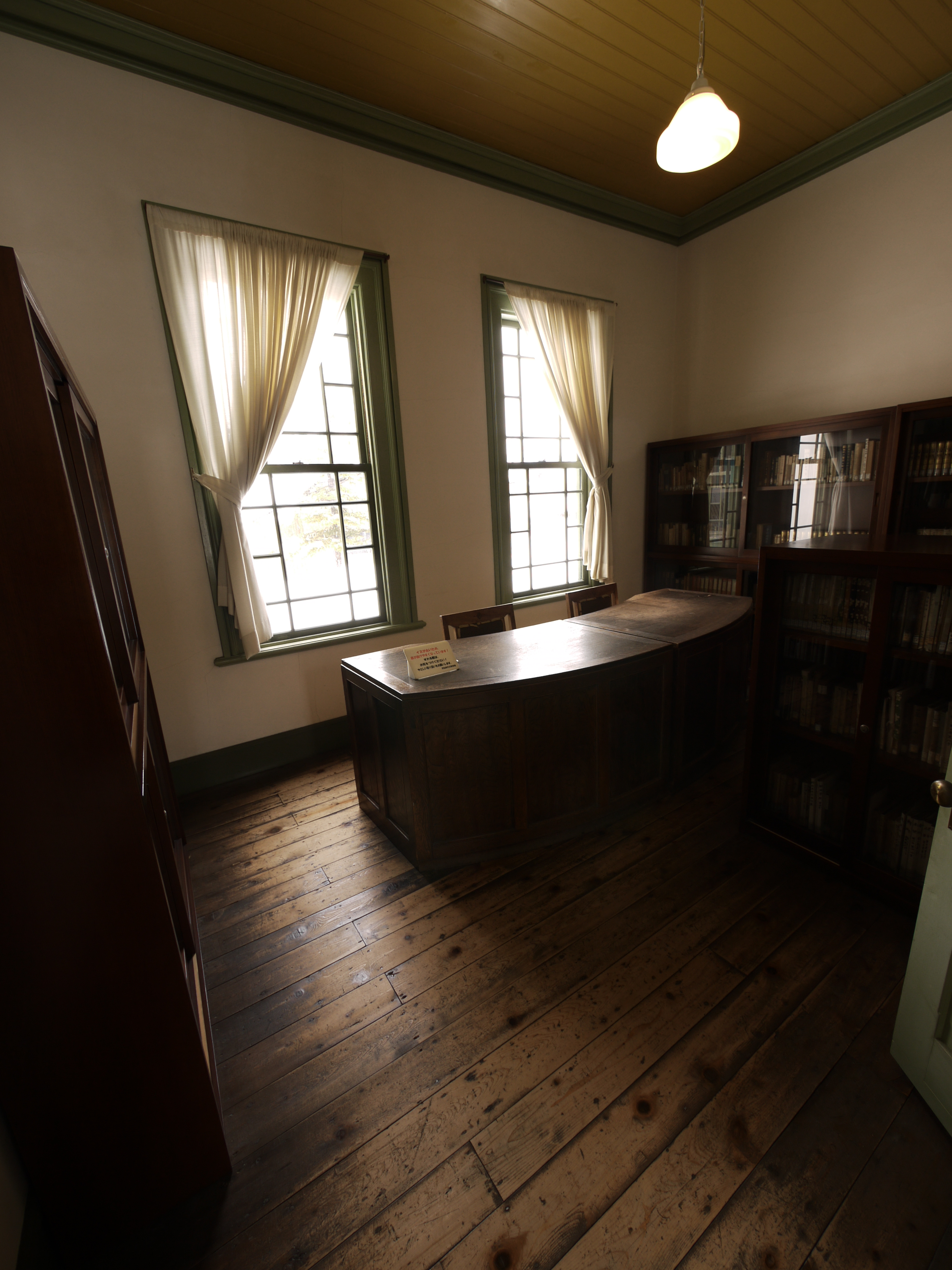
1階図書室
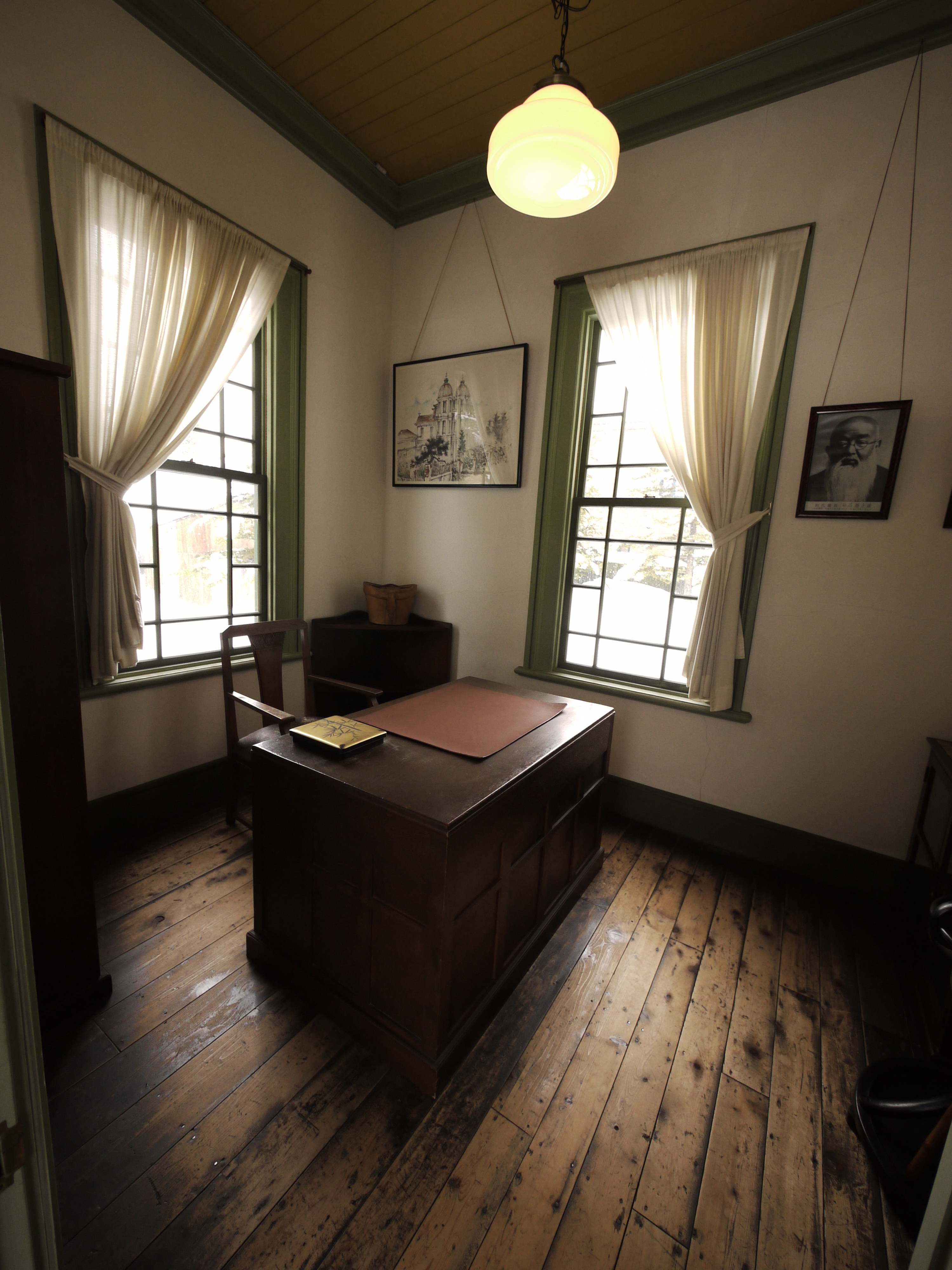
1階館長室
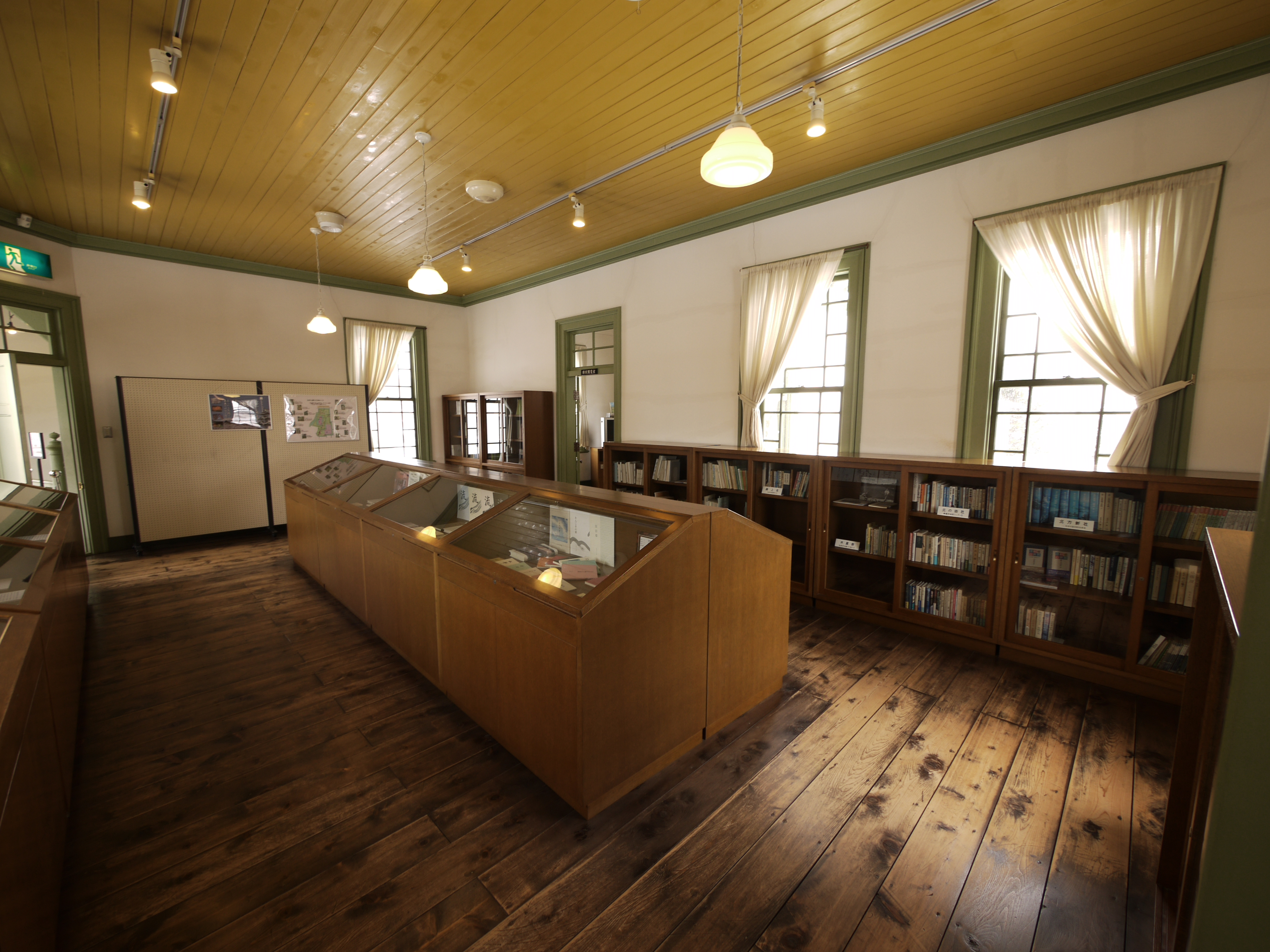
2階一般閲覧室